# Alpinia okinawaensis
Alpinia okinawaensis är en enhjärtbladig växtart som beskrevs av Tawada. Alpinia okinawaensis ingår i släktet Alpinia och familjen Zingiberaceae.
Artens utbredningsområde är Nansei-shoto. Inga underarter finns listade i Catalogue of Life.